# Trường Quản trị và Kinh doanh, Đại học Quốc gia Hà Nội
Trường Quản trị và Kinh doanh - Đại học Quốc gia Hà Nội (tên tiếng Anh: VNU Hanoi School of Business and Management, viết tắt là HSB) là một đơn vị trực thuộc mô hình Đại học Quốc gia Hà Nội. Trường được thành lập ngày 13 tháng 7 năm 1995 theo quyết định của cố giáo sư, viện sĩ Nguyễn Văn Đạo, giám đốc đầu tiên của Đại học Quốc gia Hà Nội. HSB đào tạo và nghiên cứu liên ngành, được xem như mô hình tiên phong của giáo dục đại học và sau đại học ở Việt Nam.

## Lịch sử
Tiền thân của trường là Khoa Quản trị và Kinh doanh, Đại học Quốc gia Hà Nội được thành lập từ ngày 13 tháng 7 năm 1995, trụ sở chính được đặt tại 144 Xuân Thủy, quận Cầu Giấy, thành phố Hà Nội. Sau ngày 1 tháng 12 năm 2021, Khoa được chuyển đổi, nâng cấp mô hình trở thành một Trường trực thuộc Đại học Quốc gia Hà Nội.
Trường Quản trị và Kinh doanh là một đơn vị hoạt động theo hình thức hạch toán độc lập bằng nguồn vốn tài trợ và đóng góp phi lợi nhuận của các cá nhân, tổ chức và các công ty tư nhân trong - ngoài nước và đồng thời không phụ thuộc vào ngân sách của Nhà nước.
Hiện nay HSB đã trở thành một thương hiệu uy tín và dẫn đầu Việt Nam với các chương trình đào tạo cử nhân, thạc sĩ, tiến sĩ, các khóa đào tạo quản trị điều hành và các hoạt động tư vấn cho cả khu vực công và tư với hơn 13.000 cựu học viên thành đạt, trong số đó có nhiều người đang giữ chức vụ Bộ trưởng, Thứ trưởng, Chủ tịch và các CEO nổi tiếng của Việt Nam.
HSB được biết tới là một tổ chức đào tạo đầu tiên ở Việt Nam được nhận ISO cho tất cả các hoạt động tư vấn và đào tạo từ năm 1996. Hiện nay HSB đang có quan hệ hợp tác nghiên cứu và đào tạo với nhiều nhà khoa học xuất sắc và nhiều trường đại học nổi tiếng thế giới như: ĐH Queensland (Úc), Trường Ipag (CH Pháp), ĐH Công nghệ Nanyang (Singapore), ĐHQG Singapore (NUS)... Các hoạt động hợp tác trong nước và quốc tế được tăng cường bao gồm việc tổ chức tham quan thực tế, trao đổi giảng viên, học viên và chuyên gia trong nhiều chương trình đào tạo liên ngành.

## Đơn vị trực thuộc

### Các Viện và Trung tâm
- Viện An ninh phi truyền thống (INS).
- Trung tâm Khởi nghiệp và Đổi mới sáng tạo (CEI).
- Trung tâm Đảm bảo chất lượng và Khảo thí.
- Viện Đào tạo và Tư vấn quản trị (ITM).

### Khoa Quản trị
- Quản trị Chiến lược & Kế hoạch.
- Quản trị Công nghệ & Sáng tạo.
- Tài chính, Kế toán & Kiểm toán.
- Quản trị Nhân lực & Nhân tài.
- Văn hoá & Lãnh đạo.
- Phân tích dữ liệu.

### Khoa Marketing và Truyền thông
- Bộ môn Marketing.
- Thương hiệu và tài sản trí tuệ.
- Bộ môn Truyền thông.
- Bộ môn Tâm lý Xã hội học.
- Arts & Multimedia.

### Khoa An ninh phi truyền thống
- Quản trị An ninh phi truyền thống.
- Công nghệ số và An ninh mạng.
- Công nghệ và An ninh môi trường.
- Luật chuyên ngành.
- Quốc phòng, An ninh và Giáo dục thể chất.
- Bộ môn Đào tạo dự bị.

## Mô hình dạy và học
- Lớp học:

Các lớp học tại HSB được trang bị đầy đủ phương tiện để học viên học trực tuyến với việc cấp cho mỗi học viên một tài khoản truy cập riêng.
Với tài khoản này, học viên có thể xem tài liệu học tập, lưu trữ tài liệu, xem lịch học, làm bài thi trực tuyến, xem điểm thi, chấm điểm để đánh giá giảng viên và những người phục vụ lớp học....
- Phương pháp và phong cách dạy - học:

Phương pháp dạy và học giao tiếp đa chiều là nguyên tắc được chú trọng hàng đầu. Nguyên lý giảng dạy 2C-Game cùng Phương pháp Hollywood là một thương hiệu. Các bài học được giảng viên trình bày sinh động, kết hợp với việc sử dụng các trò chơi hợp tác và cạnh tranh(2C-game), thảo luận nhóm, thuyết trình, bài tập nhóm... nhằm tăng sự hấp dẫn của bài học, tăng cường giao tiếp và duy trì sự sinh động cho học viên trong mỗi buổi học.

## Các chương trình đào tạo chính
- Cử nhân Quản trị Doanh nghiệp và Công nghệ (MET) do VNU cấp bằng;
- Thạc sĩ Quản trị kinh doanh (HSB-MBA) do VNU cấp bằng;
- Thạc sĩ Quản trị An ninh phi truyền thống (MNS);
- Thạc sĩ Khoa học Quản trị kinh doanh (MBM) liên kết đào tạo với Trường Kinh doanh IPAG - Cộng hòa Pháp;
- Tiến sĩ Quản trị và phát triển bền vững (DMS);
- Chương trình đào tạo Giám đốc điều hành chuyên nghiệp (PRO-CEO) dành cho lãnh đạo quản lý cấp cao;
- Chương trình đào tạo Quản trị Doanh nghiệp cơ bản (Pre-MBA, Mini-MBA) dành cho quản lý cấp trung;
- Các lớp ngắn hạn chuyên sâu kỹ năng quản trị cho lãnh đạo các TCT, Doanh nghiệp lớn của Việt Nam...